# Internationale Schweizer Eishockeymeisterschaft 1929/30
Die Saison 1929/30 war die 15. reguläre Austragung der Internationalen Schweizer  Eishockeymeisterschaft. Meister wurde der HC Davos.

## Hauptrunde

### Serie Ost
Die Spiele der Serie Ost wurden am 20. Januar 1930 in Davos ausgetragen. Der HC Davos erhielt für die Vorrunde ein Freilos, so dass nur ein Spiel ausgetragen wurde:
- Akademischer EHC Zürich – Lyceum Zuoz 2:1

Final OstHC Davos – Akademischer EHC Zürich 14:1
Der HC Davos qualifizierte sich damit für den Meisterschaftsfinal.

### Serie West
Die Serie West wurde am 20. Januar 1930 in Château-d’Oex ausgetragen.
- HC Rosey Gstaad – Lycée Jaccard 8:1
- HC Château-d’Œx – Star Lausanne 2:0

Final WestHC Rosey Gstaad – HC Château-d’Œx 1:0
Der HC Rosey Gstaad qualifizierte sich damit für den Meisterschaftsfinal.

## Meisterschaftsfinal
- HC Rosey Gstaad – HC Davos 1:4